# Jelena Nikolajewna Woinowa
Jelena Nikolajewna Woinowa (russisch Елена Николаевна Войнова, wiss. Transliteration Elena Nikolaevna Vojnova; * 10. März 1985 in Wladiwostok, RSFSR, Sowjetunion) ist eine ehemalige russische Leichtathletin, die sich auf den Sprint spezialisiert hat. Mit der russischen 4-mal-400-Meter-Staffel wurde sie 2009 in Turin Halleneuropameisterin.

## Sportliche Laufbahn
Jelena Woinowa trat international nur bei den Halleneuropameisterschaften 2009 in Turin in Erscheinung und gewann dort mit der russischen 4-mal-400-Meter-Staffel in 3:29,12 min gemeinsam mit Natalja Antjuch, Darja Safonowa und Antonina Wladimirowna Kriwoschapka die Goldmedaille. 2012 beendete sie dann ihre aktive sportliche Karriere im Alter von 27 Jahren.

## Persönliche Bestleistungen
- 400 Meter: 51,74 s, 8. Juli 2006 in Kasan
  - 400 Meter (Halle): 52,37 s, 14. Februar 2009 in Moskau